# Terttilä pappersbruk
Terttilä pappersbruk, i drift 1849–1874, var ett lumppappersbruk som låg i Terttilä by i Somero socken i nuvarande Salo stad. Bruket låg vid Uskela ås övre lopp.
Terttilä pappersbruk grundades vid Luukkala fors i Somero av den svenske pappersmästaren Wilhelm Bolin på Juvankoski pappersbruk. Bruket anlades på arrendemark och privilegiet beviljades år 1849. Redan det året måste Bolin söka sig en finansieringskompanjon som blev åboköpmannen Johan Josef Rignell. Bruket kom i gång 1850 och tillverkade det första året makulatur och papp. År 1851 utökades sortimentet med konceptpapper och 1852 med skrivpapper. År 1854 anskaffades en andra vals (holländare) och en glätthammare (pappersstamp) och skrivpapperet blev brukets huvudprodukt. Detta pågick till 1865 då Bolin köpte Juvankoski pappersbruk varefter verksamheten i Terttilä gradvis minskade. Ännu under 1860-talet kunde brukets produkter konkurrera med maskintillverkat papper men därefter ökade svårigheterna samtidigt som vattentillgången begränsade tillverkningen till sju månader av året. Bruket lades ned som olönsamt år 1874. 